# Tillandsia patula
Espèce
Classification phylogénétique
Tillandsia patula Mez est une espèce de plantes à fleurs de la famille des Bromeliaceae.
L'épithète patula, signifiant « étalée, largement ouverte », se réfère probablement à l'aspect de la rosette.

## Protologue et Type nomenclatural
Tillandsia patula Mez, in Repert. Spec. Nov. Regni Veg. 3: 35 (1906)
Diagnose originale :
« Foliis multis subbulbose rosulatis, utrinque densissime lepidotis ferruginascenti-incanis; inflorescentia pendula, simplicissima, laxe flabellata; bracteis florigeris manifeste imbricatis sed ob formam singulariter angustam rhachin haud obtegentibus, dorso glabris, apicem versus insigniter recurvo-patulis, subcoriaceis, sepala perlonge superantibus; floribus suberecto-erectis; sepalis subaequaliter liberis; petalis luteis (ex cl. Weberbauer!), quam stamina brevioribus; stylo perlongo. »
Type : leg. Weberbauer, n° 2012 ; 1903-01-07 ; " Peruvia, prov. Tarma, dept. Junin, super Huacapistana, in via Paleam versus, alt. 1900-2000 m" ; Holotypus B (Herb. Berol.) 

## Synonymie

### Synonymie nomenclaturale
- Vriesea patula (Mez) L.B.Sm.

### Synonymie taxonomique
(aucune)

## Distribution
- Amérique du sud :
  -  Pérou
    - Junín [1]